# Brava (Cap-Vert)
Pour les articles homonymes, voir Brava.
Brava (en créole capverdien: Braba) est une île volcanique située au milieu de l’océan Atlantique, c'est la plus petite île habitée du Cap-Vert. Découverte en 1462, à l'origine son nom était São João (Saint Jean) car l'île a été découverte un 24 juin. Occupée à partir des années 1540, sa population s’accroît après l’éruption en 1675 du Pico do Fogo sur l’île voisine de Fogo. 
Les principales activités économiques de l’île sont l’agriculture et la pêche. L’île dispose d’écoles, d’un lycée, d’un gymnase, d’églises, de parcs dont l’un en honneur au célèbre poète Eugénio Tavares.

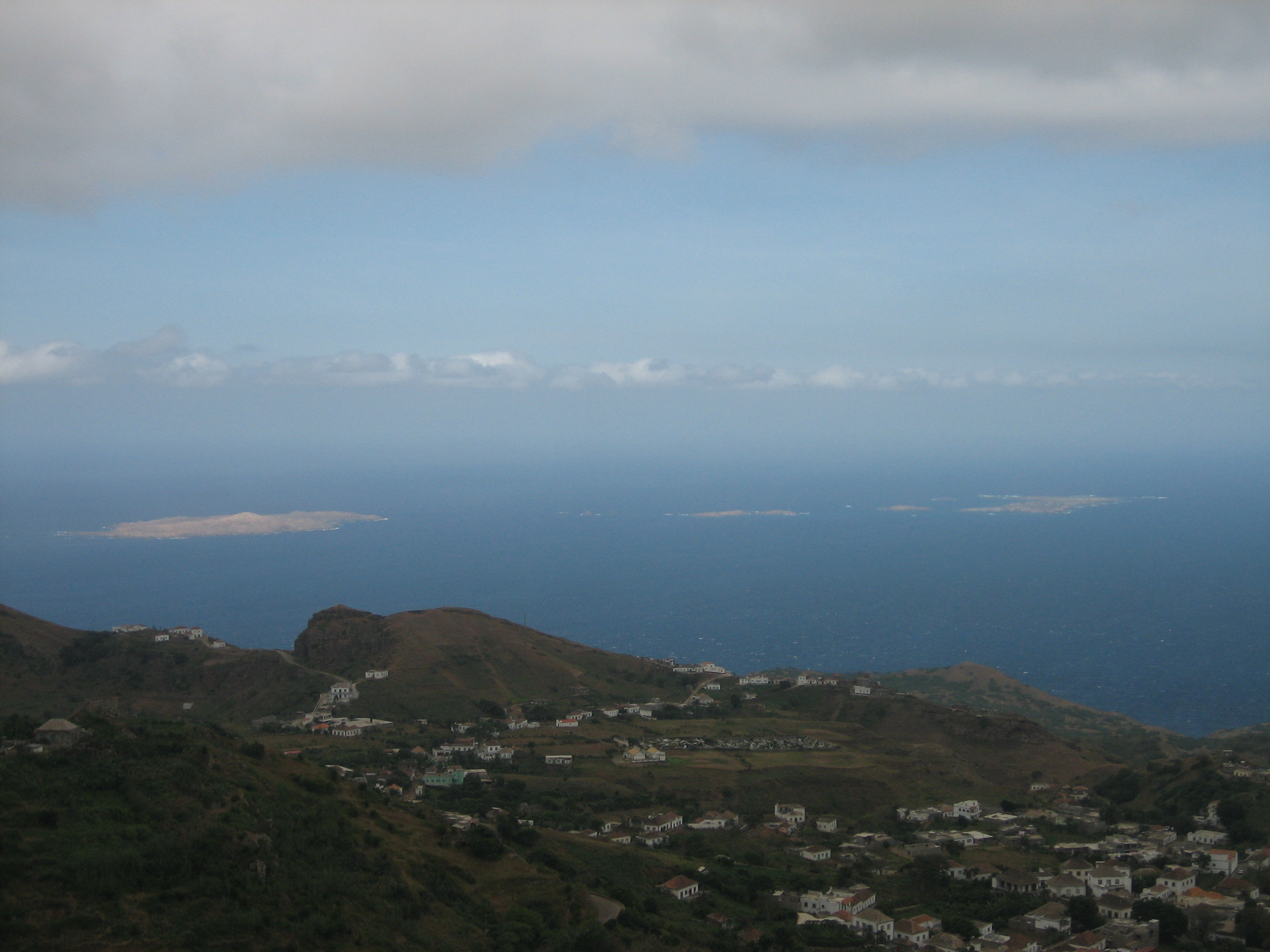
Les îlots inhabités Ilhéus Secos ou Ilhéus do Rombo avec des parties de la ville de Nova Sintra.

## Population
|                    | 1580 | 1650 | 1720  | 1800  | 1890  | 1900  | 1930  | 1940  | 1950  | 1960  | 1970  | 1980  | 1990  | 2000  | 2010  |
| Nombre d'habitants | 100  | 400  | 1 200 | 3 000 | 9 784 | 9 200 | 6 383 | 8 510 | 7 902 | 8 646 | 7 888 | 6 984 | 6 975 | 6 804 | 5 995 |

## Énergie
L’île Brava est alimentée en électricité par une centrale thermique disposant de 3 groupes électrogènes. Le gazole nécessaire à leur alimentation est importé par voie maritime. Un réseau électrique dessert les habitations des villages de l’île  ainsi que les stations de pompage de l’eau, utilisée pour l’eau sanitaire et pour l’irrigation des cultures.
L’île Brava est totalement isolée des autres îles de l'archipel d’un point de vue énergétique, et son aéroport est fermé depuis 2004. Elle est donc fortement dépendante de ses importations de combustibles par bateau.

## Villes et villages
- Cachaço
- Campo Baixo
- Cova Joana
- Fajã de Água
- Furna
- Lime Doce
- Mato Grande
- Nova Sintra do Monte
- Santa Bárbara
- Tantum
- Nova Sintra

### Dépendances
- Ilhéu Cima
- Ilhéu Grande
- Ilhéu Sapado
- Ilhéu do Rei
- Ilhéu Luis Carneiro